# MKB Bank
Az MKB Bank Nyrt. (röviden: MKB, korábban Magyar Külkereskedelmi Bank) egy magyarországi általános kereskedelmi bank volt, melyet 1950-ben a Pesti Magyar Kereskedelmi Bank államosítása utáni átalakításával és átnevezésével hozott létre az akkori kommunista rendszer, hogy a Magyar Népköztársaság külkereskedelmi pénzügyleteit egyetlen helyen tudja kezelni.
1987-ben a kétszintű bankrendszer bevezetésekor a bank normál kereskedelmi bankká alakult át, majd 1994-ben privatizálták. Ezután a Bajorország 94%-os tulajdonában lévő Bayerische Landesbank (BayernLB) magyarországi leánybankja volt. 2014-ben megvásárolta a magyar állam.
Az MKB Bank Magyarország ötödik legnagyobb bankja volt, mielőtt 2022-ben egyesült a Budapest Bankkal, melynek következtében a második legnagyobb hazai bankká vált.
2023. április 30-án megszűnt, technikailag úgy, hogy a Takarékbank beolvadt az MKB-ba, és az egyesült entitás MBH Bank Nyrt. néven folytatja.

## Története
A második világháború után kiépülő kommunista rendszer a bankokat államosította és saját elképzelései szerint átszervezte, vagy megszüntette. Így történt Magyarország első modern értelemben vett bankjával is, a Pesti Magyar Kereskedelmi Bankkal (amit 1841-ben alapítottak). A rendszer ezt a bankot szervezte át külkereskedelmi ügyleteinek lebonyolító bankjává és ennek adta 1950-ben a Magyar Külkereskedelmi Bank elnevezést.
Salusinszky István vezérigazgató irányítása alatt tevékenységi köre hamar kibővült az összetett külkereskedelmi ügyletek szervező, irányító, finanszírozó és lebonyolító munkájával is.
1987-ben a kétszintű bankrendszer bevezetésével az összes nem kereskedelmi banki funkcióit más bankok illetve állami cégek vették át, az MKB pedig általános kereskedelmi bank lett.
1994 és 1996 között több lépcsőben privatizálták a bankot, ami így a Bajorország 94%-os tulajdonában lévő Bayerische Landesbank (BayernLB) többségi tulajdonába került; 2010-ben a részvények 89,89%-át birtokolták. A fennmaradó hányad a BAWAG P.S.K. osztrák bank tulajdonában volt (2010-ben 9,77%), míg 0,34%-ot birtokoltak egyéb cégek.
2003-ban az MKB felvásárolta a Konzumbankot, amit 2004-ben teljesen beolvasztott. 2005-ben többségi tulajdonos lett a bolgár Unionbankban, 2006-ban pedig a romániai Romexterra Bankban (ma: Nextebank).
A gazdasági világválság következtében a BayernLB kötelezettséget vállalt, hogy nemzetközi leányvállalataitól megtisztítja a portfólióját, így 2013-ban az Unionbankot megvette a bolgár Fibank, 2013. december 31-én eladták a Nextebankot, és 2016 végéig az MKB Bank értékesítésének is meg kellett történnie az Európai Bizottság döntésének értelmében.
2014 júliusában a magyar állam vásárolta meg a BayernLB-től, akik 2014. szeptember 30-tól lettek a bank tulajdonosai. 2014 decemberétől az Európai Unió felügyeletével szanálási és reorganziációs folyamatokat indított az új tulajdonos.
2019 januárjában a Mészáros család és üzlettársuk Szíjj László építési vállalkozó, együttesen 81,5 százalékos tulajdonosai lettek az MKB Banknak. 2019 júniusától az MKB Bank részvényeivel kereskedni lehet a Budapesti Értéktőzsdén, a bank neve ezáltal MKB Nyrt-re változott.
2020 végén a bank részvényeit a Magyar Bankholding Zrt.-be apportálták.
2021. december 15-én az MKB Bank közgyűlése, valamint a Budapest Bank és a Takarék Csoportot tulajdonló Magyar Takarék Bankholding Zrt. legfőbb döntéshozó szervei jóváhagyták a Budapest Bank, az MKB Bank és a Magyar Takarék Bankholding egyesítésére vonatkozó fúziós menetrendet.
2022. február 4-én a Magyar Nemzeti Bank engedélyezte az MKB Bank és a Budapest Bank fúzióját. Az egyesülés 2022. március 31-én történt meg. A Budapest Bank beolvadt az MKB Bankba. Az egyesült bank átmenetileg MKB Bank Nyrt. néven folytatja működését. Az egységes pénzintézeti brand bevezetése a tervek szerint 2023 elején valósul meg, innentől a bank MBH Bank Nyrt. néven folytatja működését. Az egyesült bankhoz az előzetes tervek szerint 2023 májusában csatlakozik majd a Takarék Csoport is. A tulajdonos továbbra is a Magyar Bankholding Zrt. lesz, az ügyfélkiszolgálás zavartalanul, a későbbiekben több helyszínen folytatódik majd.

## Gazdálkodási adatok
A bankszámlával rendelkező lakossági ügyfelek száma 2015 első félévének végén megközelítette a 200 ezret, a vállalatiaké meghaladta az 53 ezret. A lakossági megtakarításokban (betét, kötvény, befektetés alap) elért piaci részesedés ugyanekkor 5,2, a  hitelezésben – a jelzáloghitelezési tevékenységnek köszönhetően – 7,1 százalék volt. A nem pénzügyi vállalati hitelezésben 12,2, faktoringban 10 százalék, míg betétállományban 8,9 százalékos piaci részesedéssel rendelkezett 2015 júniusának végén. A privát banki ügyfelek száma 2015. június 30-án meghaladta az 1900-at, a kezelt vagyon a 313 milliárd forintot.

## Szponzori tevékenység
Az MKB Bank 2005 és 2015 között fő szponzora volt a magyar férfi kézilabda-bajnokság első osztályában szereplő MKB-Veszprém KC csapatának, illetve, valamint 1996 óta támogatja a kajak-kenu szövetséget is. Leányvállalata, az MKB-Euroleasing 2005-től 2011-ig fő szponzora volt a magyar női kosárlabda-bajnokság első osztályában szereplő MKB-Euroleasing Sopron csapatának, illetve a Csata DSE és a Vasas női kosárlabda-csapatának is. 2024-től az MBH Bank Colpack Ballan CSB profi kerékpároscsapat főszponzora.